# Ignacio Pinazo Camarlench
Ignacio Pinazo Camarlench (Valencia, 11 de enero de 1849-Godella, 18 de octubre de 1916) fue un pintor español de estilo impresionista.

## Biografía
Pinazo, nacido en un hogar humilde, trabajó en diversos oficios en apoyo de la economía familiar. Solo había cursado el octavo año en la escuela cuando su madre murió de cólera en una de las pandemias que asolaron España en el siglo xix. Entre los diversos empleos que tuvo están el de platero, decorador de azulejos y pintor de abanicos. Al morir su padre pasó a vivir con su abuelo y empezó a estudiar en 1864 en la Academia de Bellas Artes de San Carlos de su Valencia, mientras se ganaba la vida como sombrerero.

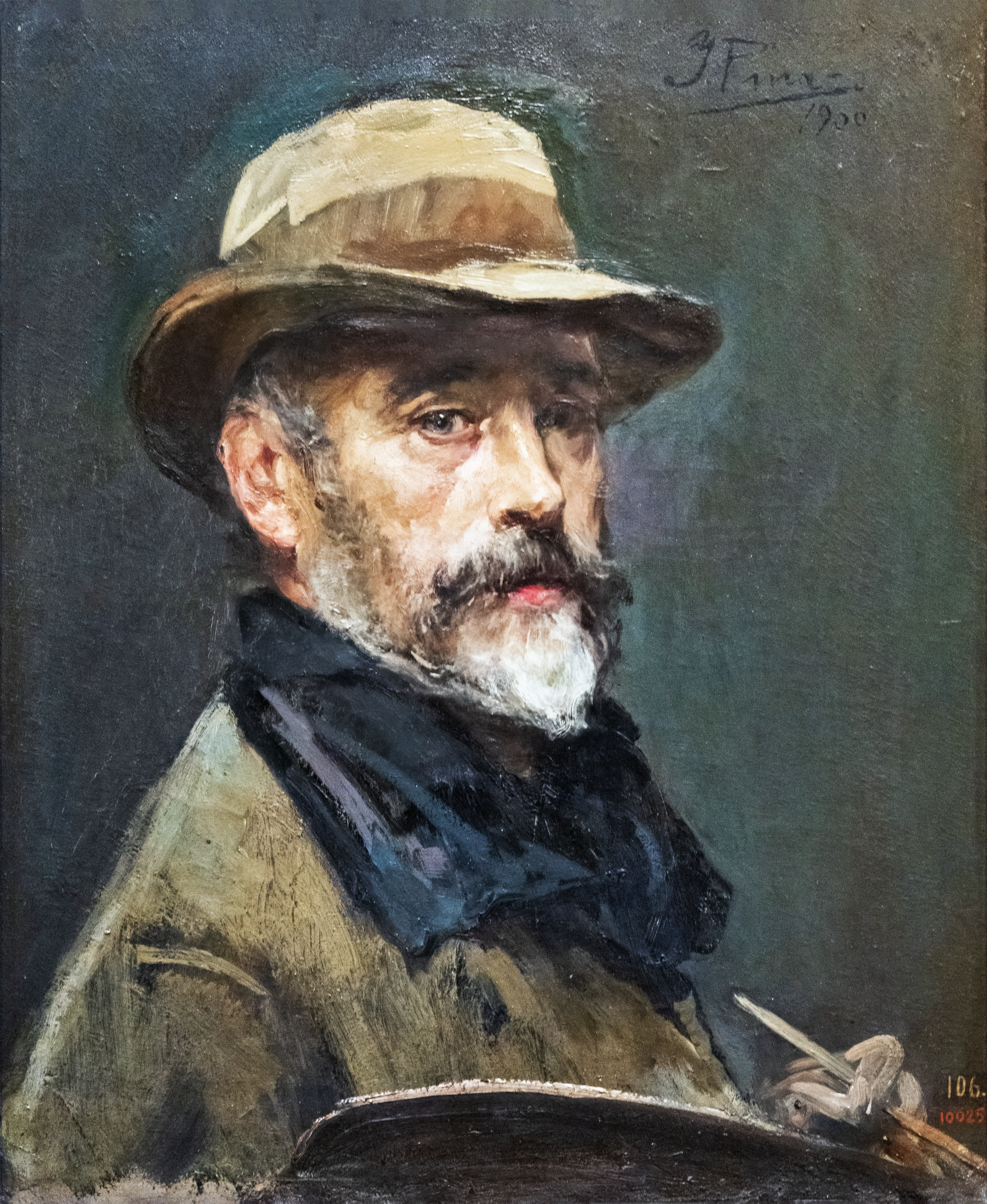
Autorretrato en 1900

En 1871, por primera vez, presentó obras en la Exposición Nacional de Bellas Artes. Estuvo dos veces en Roma, la primera gracias a la venta de un cuadro (1873), la segunda becado (de 1876 a 1881) pintando obras de historia, aunque alejadas de los convencionalismos del género, pero aún de carácter academicista. A partir de 1874 comenzó una línea pictórica más íntima e impresionista. Cuando regresó a su ciudad natal, sustituyó los temas históricos por temas familiares, desnudos y escenas de la vida cotidiana, en la línea del trabajo de otros pintores como Joaquín Sorolla y Francisco Domingo Marqués.
Debido a una nueva epidemia de cólera en Valencia, Pinazo marchó en 1884 temporalmente a Godella, concretamente a «Villa María», la casa de campo del banquero y mecenas José Jaumandreu. Desde 1884 hasta 1886 enseñó en la Escuela de Valencia.
En las exposiciones nacionales de arte Pinazo logró, en 1881, y en 1885, medalla de segunda clase, y en 1897,1899, medalla de 
primera clase. En 1896 ingresó como académico en la Escuela de Bellas Artes de San Carlos de Valencia. Convertido así en uno de los retratistas más valorados, tras recibir la primera de medalla de la exposición nacional de 1897, también realizó, en años sucesivos, retratos oficiales como los del ministro Juan Francisco Camacho, el presidente del Congreso de los Diputados, Francisco Romero Robledo, y de Alfonso XIII. En 1900 intervino en la decoración de la escalinata del palacete de Don José Ayora, en compañía de Antonio Fillol, Peris Brell, Ricardo Verde y Luis Beüt. 
En 1903 fue nombrado académico de San Fernando, y en 1912 la ciudad de Valencia le dedicó una calle.
Tuvo dos hijos con Teresa Martínez Montfort, luego también pintores,  Ignacio y José.

## Obra
Ignacio Pinazo trabajó con colores oscuros, como el negro, el marrón y los colores terrosos, mezclados con la brillante paleta impresionista. En sus obras, a menudo se reconocen pinceladas rápidas. Para Pérez-Rojas, el virtuosismo de Pinazo con técnicas afines al impresionismo parece deberse a su procedencia de un medio proletario y a que en su juventud había trabajado en varios oficios, que, posiblemente, le familiarizaron con un manejo más directo de los materiales y de las formas. Algunos autores acercan parte de su obra y estilo al de Goya.
A partir de su primera estancia en Italia, desarrolla en cascada visiones y anotaciones más impresionistas. Va desarrollando un informalismo emocional, autónomo y expresivo que, progresivamente, va dominando el conjunto de su obra. De ser una artista que bebe de la cultura del naturalismo, evoluciona hacia visiones y tensiones más psicológicas y emotivas con el cambio de siglo.
Obras de Pinazo en el Museo del Prado (Madrid):

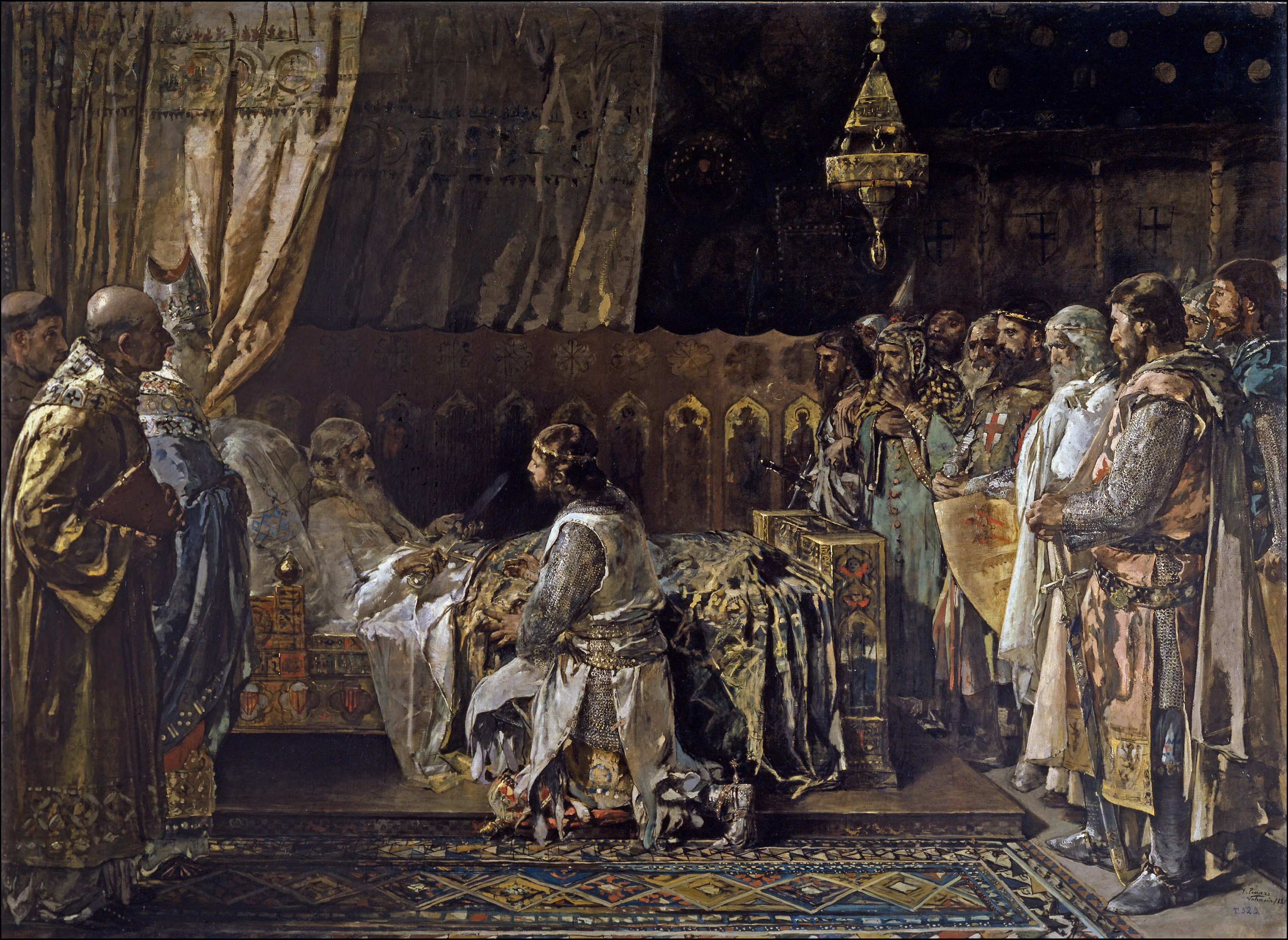
Los últimos momentos del rey Don Jaime el Conquistador en el acto de entregar su espada a su hijo Don Pedro.
Óleo sobre tela, 304 X 418 cm, Museo del Prado, 1881.

- Desnudo de mujer, óleo sobre lienzo, 27 x 39 cm, 1902
- Torero, óleo sobre tabla, 20 x 14 cm, 1881
- Ignacio, hijo del artista, óleo sobre lienzo, 47 x 40 cm, 1885
- Niña con una muñeca, óleo sobre lienzo, 69,5 x 51 cm, hacia 1890
- Desnudo femenino, óleo sobre tabla, 31 x 20 cm, 1894
- El infante don Pedro, arrodillado (Estudio para últimos momentos del rey don Jaime), óleo sobre lienzo, 82 x 52 cm, 1879
- La fiesta, óleo sobre lienzo, 80 x 100 cm, 1890
- Ignacio, hijo del artista, semidesnudo, óleo sobre lienzo, 65 x 63 cm, 1890

Su obra también puede contemplarse en el Museo Nacional de Arte de Cataluña - MNAC (Barcelona), Museo de Bellas Artes de Valencia,  Basílica de la Asunción en Cieza (Murcia) y Museo Nacional de Cerámica y Artes Suntuarias "González Martí", donde se conservan 29 obras (11 pinturas y 18 dibujos), entre las que destacan el conjunto para el café "El león de oro" (1889), en Valencia. La mayor colección de obras de Pinazo se encuentra en el Instituto Valenciano de Arte Moderno - IVAM (Valencia), con más de cien cuadros y de seiscientos dibujos que, en parte, proceden de su familia.

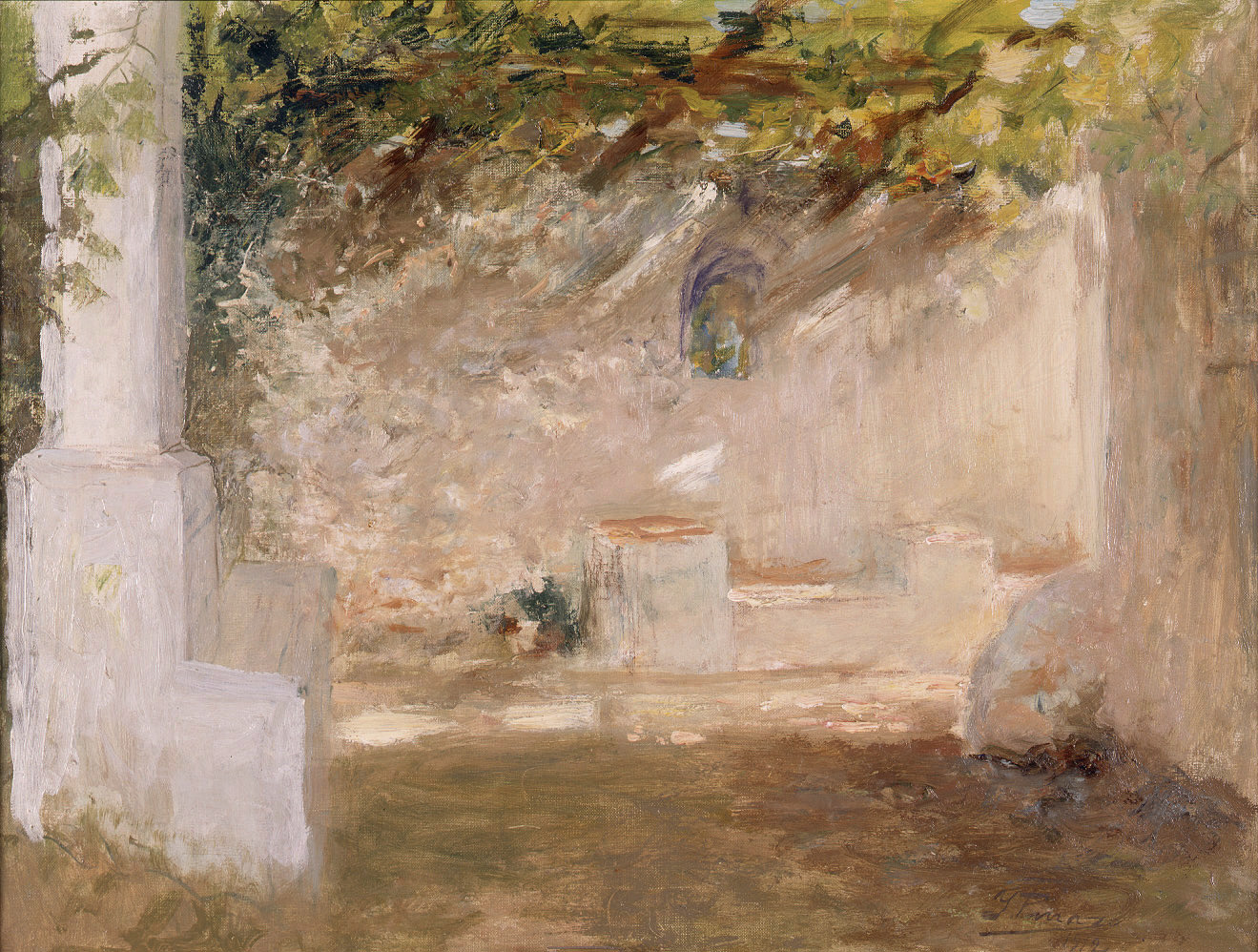
Emparrado
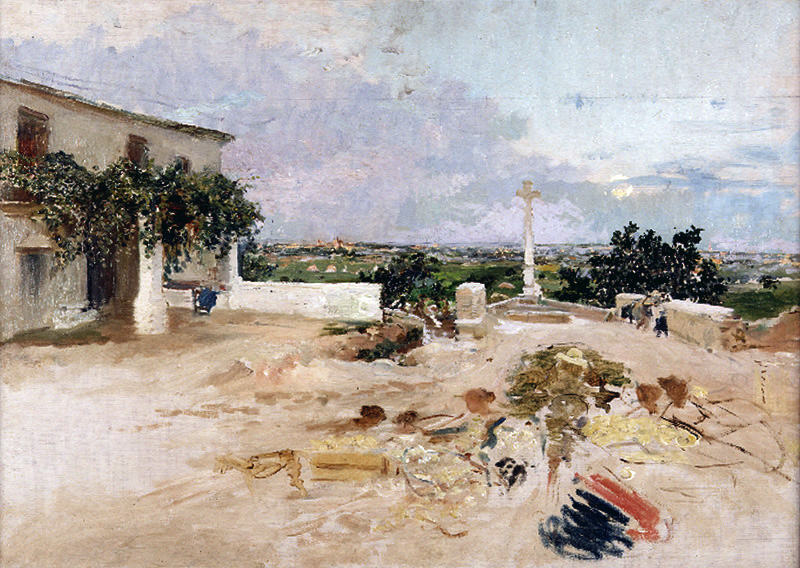
La cruz del Molino en Godella
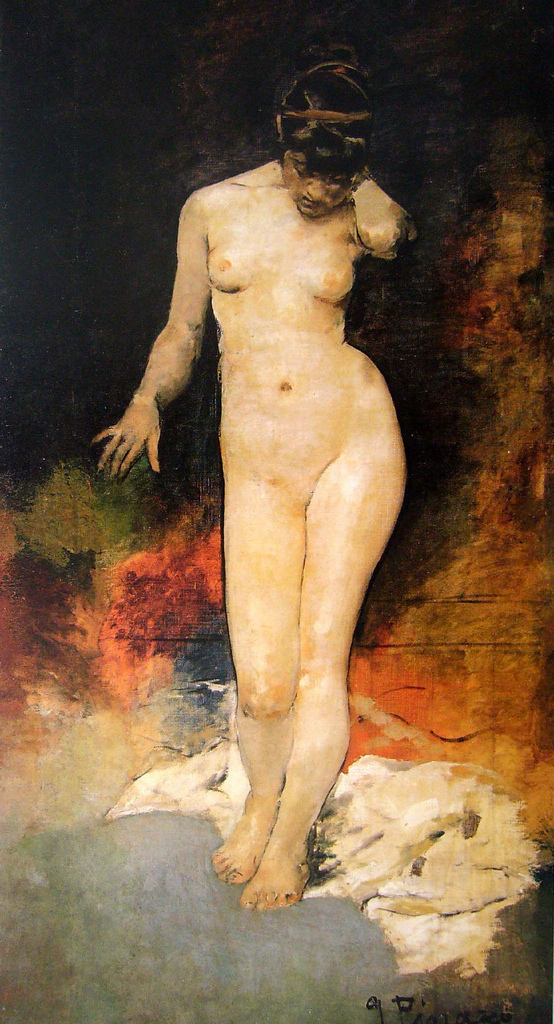
Desnudo de frente
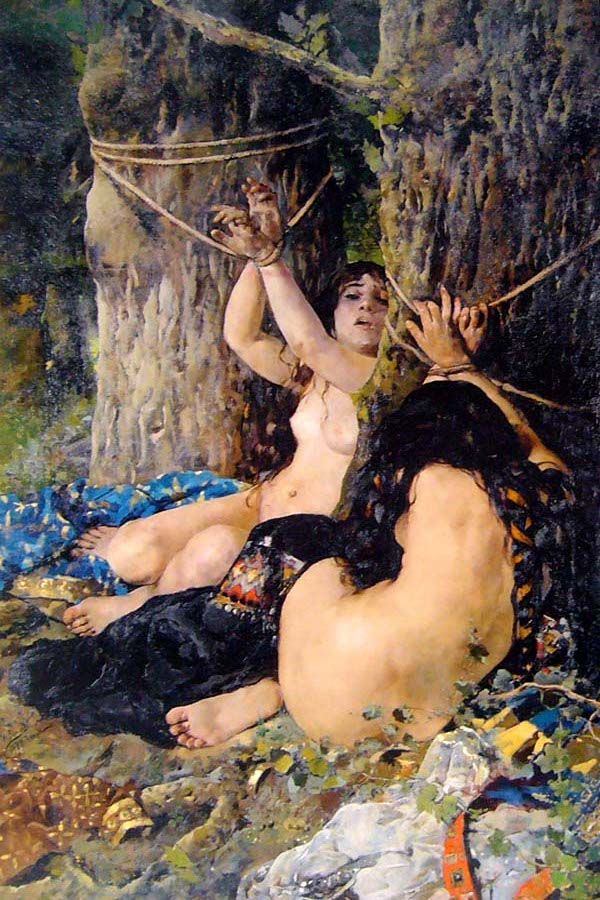
Las Hijas del Cid
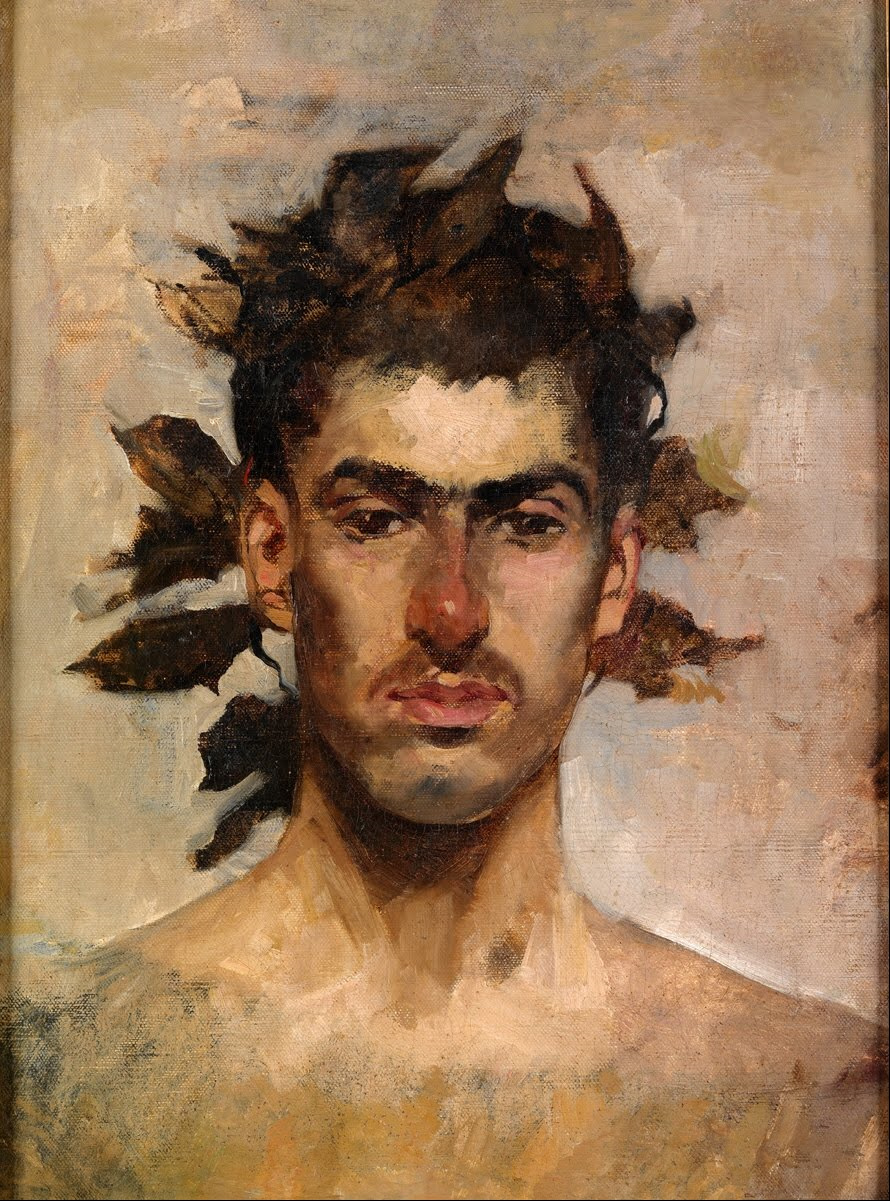
Baco
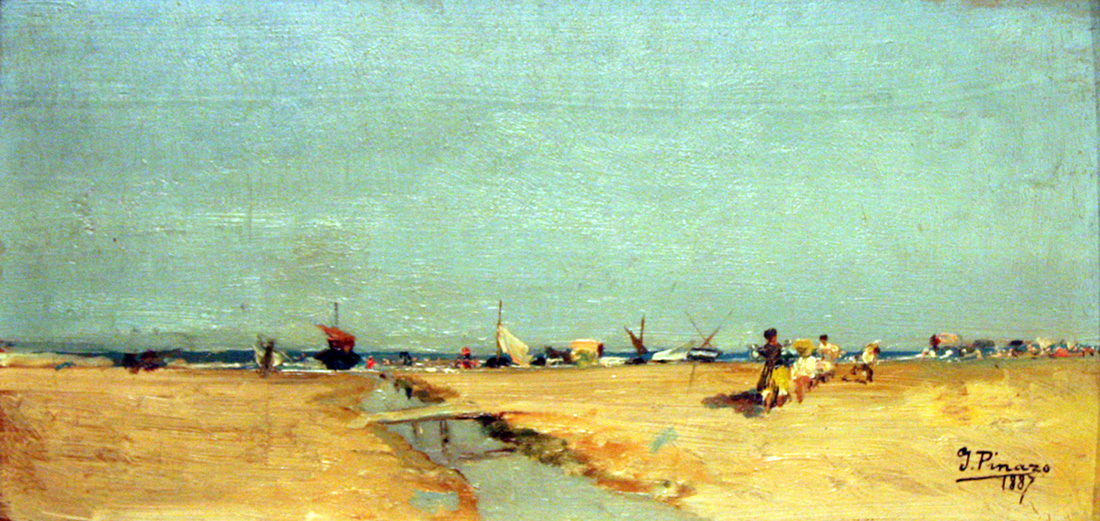
Playa de la Malvarrosa
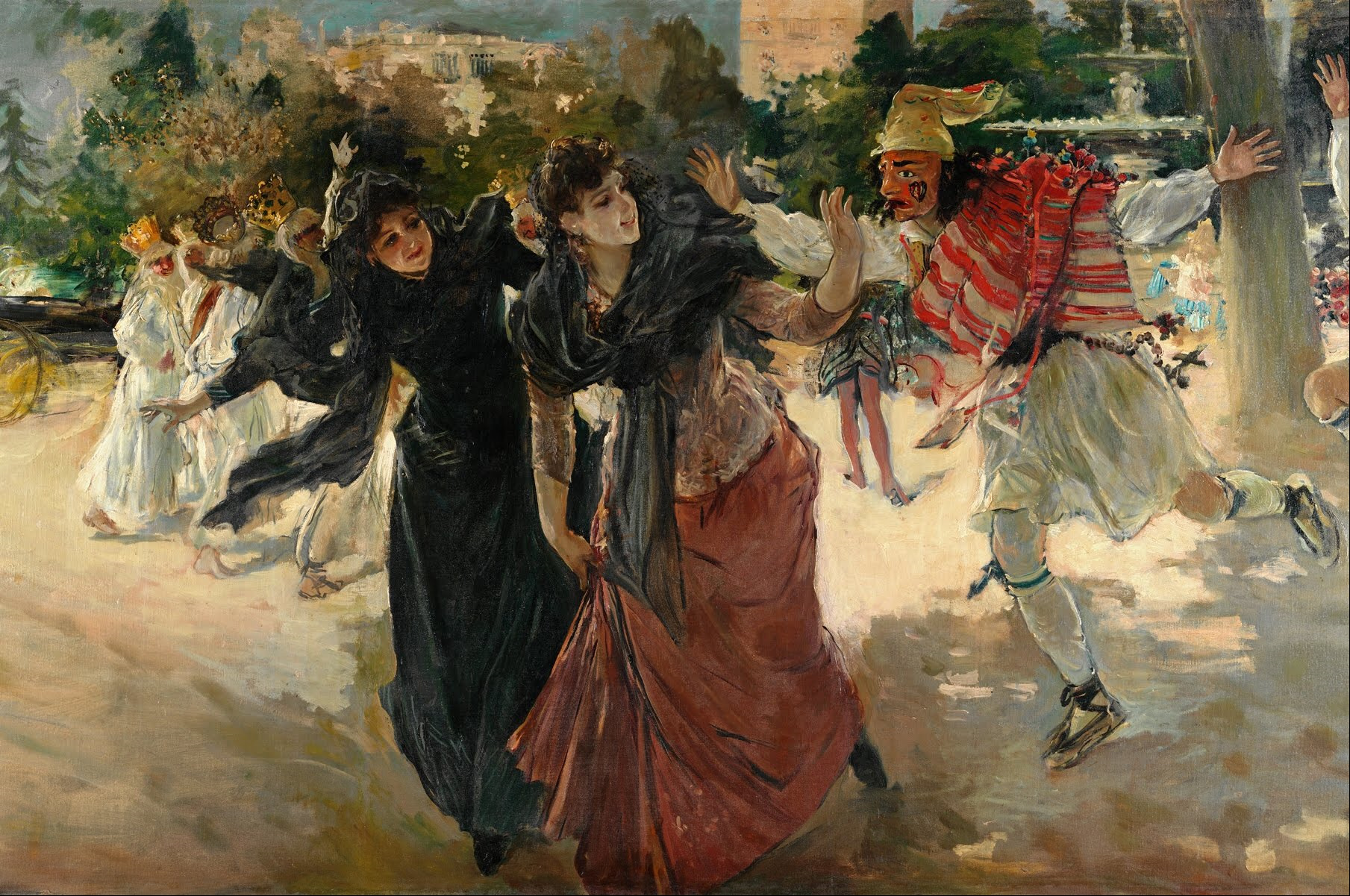
Tarde de carnaval en la Alameda
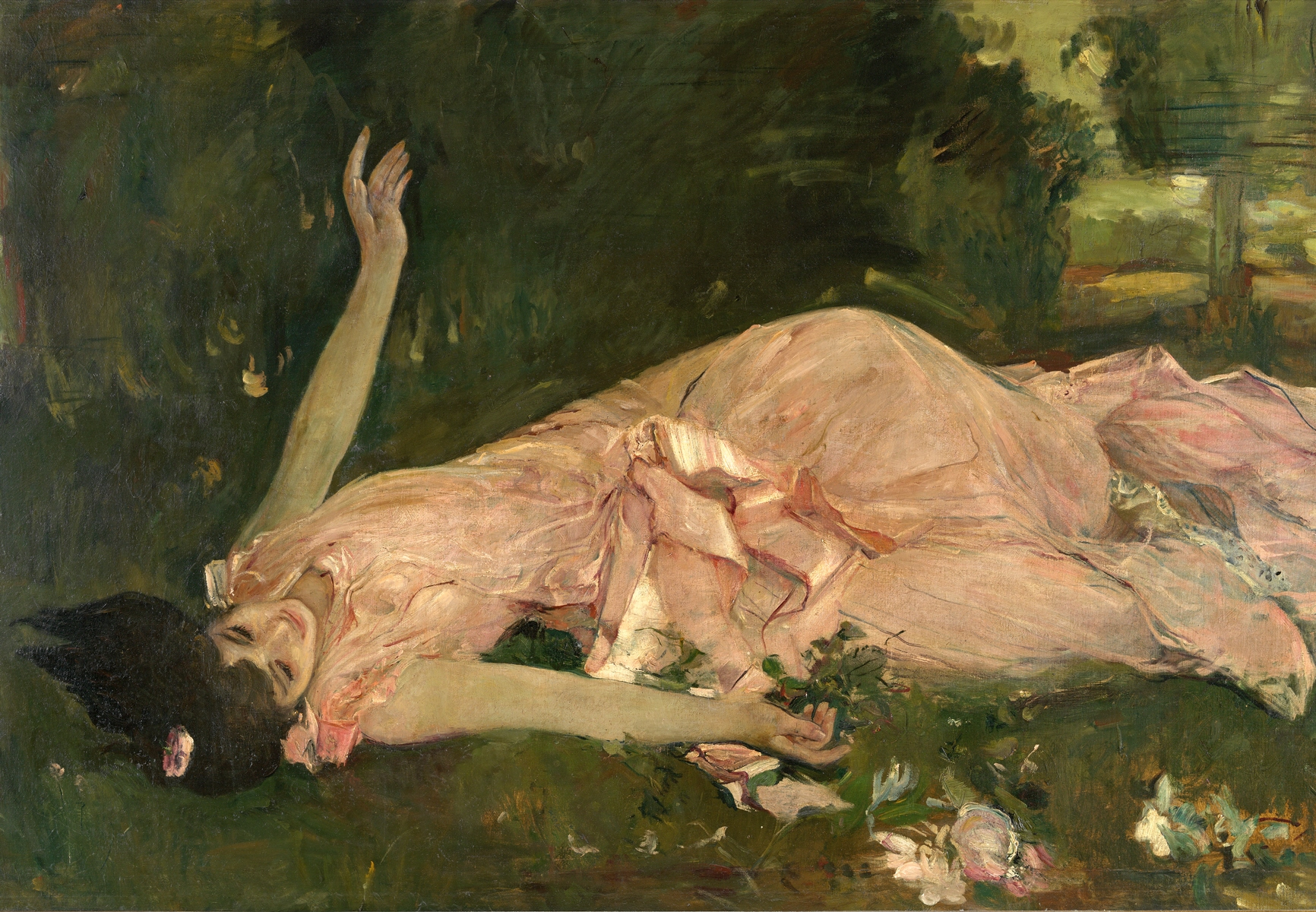
Bella herida por Cupido